# Perry (Oklahoma)
Perry és una ciutat dels Estats Units a l'estat d'Oklahoma. Segons el cens del 2010 tenia 5.126 habitants. Perry és la seu de comtat i única ciutat del Comtat de Noble.

## Demografia
Segons el cens del 2000, Perry tenia 5.230 habitants, 2.203 habitatges, i 1.445 famílies. La densitat de població era de 332,1 habitants per km².
Dels 2.203 habitatges en un 29,4% hi vivien nens de menys de 18 anys, en un 52,6% hi vivien parelles casades, en un 9% dones solteres, i en un 34,4% no eren unitats familiars. En el 30,6% dels habitatges hi vivien persones soles el 14,6% de les quals corresponia a persones de 65 anys o més que vivien soles. El nombre mitjà de persones vivint en cada habitatge era de 2,31 i el nombre mitjà de persones que vivien en cada família era de 2,88.
Per edats la població es repartia de la següent manera: un 24% tenia menys de 18 anys, un 8,9% entre 18 i 24, un 27,2% entre 25 i 44, un 21,6% de 45 a 60 i un 18,4% 65 anys o més.
L'edat mediana era de 38 anys. Per cada 100 dones de 18 o més anys hi havia 90,5 homes.
La renda mediana per habitatge era de 30.653 $ i la renda mediana per família de 37.731 $. Els homes tenien una renda mediana de 30.485 $ mentre que les dones 22.039 $. La renda per capita de la població era de 16.924 $. Entorn del 10,4% de les famílies i el 14% de la població estaven per davall del llindar de pobresa.

## Poblacions més properes
El següent diagrama mostra les poblacions més properes.